# شون فراي
شون فراي (بالإنجليزية: Sean Frye)‏ مواليد 16 سبتمبر 1966 في هوليوود، الولايات المتحدة، هو ممثل أمريكي بدأ مسيرته الفنية سنة 1974.

## الأعمال

### أفلام
- اضحك مع ديك وجين
- إي تي

## روابط خارجية
- شون فراي على موقع IMDb (الإنجليزية)
- شون فراي على موقع ألو سيني (الفرنسية)
- شون فراي على موقع تيرنر كلاسيك موفيز (الإنجليزية)
- شون فراي على موقع أول موفي (الإنجليزية)
- شون فراي على موقع قاعدة بيانات الأفلام السويدية (السويدية)
- شون فراي على موقع قاعدة بيانات الفيلم (الإنجليزية)
- شون فراي على موقع كينوبويسك (الروسية)